# Бранд, Люсинда
Люсинда Бранд (нидерл. Lucinda Brand, род. 2 июля 1989, Дордрехт, Южная Голландия) — голландская велогонщица, в настоящее время выступает за женскую команду UCI Trek-Segafredo в шоссейных гонках, и команду UCI Baloise Trek Lions в велокроссе. В августе 2016 года Team Sunweb объявила, что Бранд подписала двухлетний контракт в роли лидера команды и капитана спринтерского состава команды.

## Достижения

### Шоссе
2010
5-я на Холланд Хилс Классик
10-я на Стер Зеувс Эйанден
10-я на Омлоп ван Борселе
10-я на Гран-при Эльзи Якобс
2011
2-я на Опен Воргорда TTT
 Чемпионат Европы — групповая гонка
9-я на Чемпионате Европы — индивидуальная гонка
7-я на Холланд Ледис Тур
9-я на Гран-при Эльзи Якобс
10-я на Трофее Альфредо Бинды — комунны Читтильо
2012
 Чемпионат мира — командная гонка
3-я на Чемпионате Нидерландов — групповая гонка
Туре Лимузена
4-я в Генеральной классификации
3-й этап
4-я на Флеш Валонь Фемм
Рут де Франс феминин
5-я в Генеральной классификации
3-й этап
6-я на Эмакумин Бира
6-я на Холланд Хилс Классик
9-я на Туре острова Чунмин
9-я на Дуранго-Дуранго Эмакумин Сариа
2013
 Чемпионат Нидерландов — групповая гонка
2-я на Чемпионате мира — командная гонка
2-я на Опен Воргорда TTT
3-я на Трофи д’Ор
3-я на Омлоп ван Борселе
6-я на Гран-при Эльзи Якобс
6-я на Гран-при Плуэ
7-я на Тур Тюрингии
8-я на Эмакумин Бира
10-я на Холланд Хилс Классик
2014
Энергивахт Тур
Генеральная классификация
4-й этап
Гран-при Плуэ
2-й этап (TTT) Тура Бельгии
2-я на Чемпионате Нидерландов — групповая гонка
2-я на Опен Воргорда TTT
9-я на Опен Воргорда RR
9-я на Новилон ЕДР Кап
2015
 Чемпионат Нидерландов — групповая гонка
Опен Воргорда TTT
4-я на Опен Воргорда RR
3-й и 7-й этапы на Джиро Роза
Холланд Ледис Тур
2-я в генеральной классификации
1-я в очковой классификации
2-я на Туре Бохума
 Чемпионат мира — командная гонка,
3-я на Фестиваль Эльзи Якобс
4-я на Энергивахт Тур
4-я в генеральной классификации
2b-й этап
4-я на Туре Дренте
5-я на Омлоп ван Борселе
8-я на La Course by Le Tour de France
2016
Женский Тур Норвегии
Генеральная классификация
2-й этап
Эрондегемсе Пейл
Тур Бельгии
3-я в генеральной классификации
1-й этап
3-я на Gent–Wevelgem
4-я на Райд Лондон Гран-при
5-я на Омлоп ван хет Хегеланд
6-я на Энергивахт Тур
6-я на Омлоп Хет Ниувсблад
7-я на Омлоп ван хет Эйссел
7-я на Омлоп ван Борселе
2017
 Чемпионат мира — командная гонка
Омлоп Хет Ниувсблад
3-я на Туре Дренте
4-я на Чемпионате Европы — индивидуальная гонка
4-я на 
4-я на Дварс дор Фландерен
6-я на Гойк — Герардсберген — Гойк
7-я на Хэлфи Агинг Тур
Джиро Роза
7-я в генеральной классификации
8-й этап
2018
10-я на Женский Тур Норвегии
1-й этап (TTT) Мадридский вызов Вуэльты
2-я на Амстел Голд Рейс
2-я на Опен Воргорда TTT
 Чемпионат мира — командная гонка
6-я Чемпионате мира — индивидуальная гонка
9-я Чемпионате мира — групповая гонка
3-я на Чемпионате Нидерландов — индивидуальная гонка
3-я на Туре Тюрингии
Джиро Роза
4-я в генеральной классификации
1-й этап (TTT)
2019
 Чемпионат мира — смешанная командная эстафета
8-я Чемпионате мира — индивидуальная гонка
Мадридский вызов Вуэльты
2-я в генеральной классификации
1-я в очковой классификации
 Чемпионат Европы — индивидуальная гонка
3-я на Дварс дор Фландерен
3-я на Опен Воргорда TTT
4-я на Чемпионате Нидерландов — индивидуальная гонка
Холланд Ледис Тур
4-я в генеральной классификации
1-я в горной классификации
4-я на Ла курс бай Тур де Франс
5-я на Льеж — Бастонь — Льеж Фамм
6-я на Джиро Роза
9-я на Туре Фландрии
2021
Тур Тюрингии
генеральная классификация
3-й и 5-й этапы
Джиро Роза
горная классификация
1-й этап (TTT)
3-я на Чемпионате Нидерландов — групповая гонка
4-я на Гран-при Эйбара
9-я на Женский Тур Норвегии
9-я на Льеж — Бастонь — Льеж Фамм
9-я на Брабантсе Пейл
Тур Ардеш
10-я в генеральной классификации
7-й этап
2022
Тур Швейцарии
генеральная классификация
очковая классификация
1-й и 4-й этапы
3-я на Париж — Рубе Фамм

### Велокросс
2016–2017
1-я на Вурдене
 Чемпионат Европы
Кубок мира по велокроссу UCI
2-я на Хогерхейде
Суперпрестиж
2-я на Гитене
2-я на Чемпионат Нидерландов
2-я на Zilvermeercross
2-я на Контерне
2017–2018
 Чемпионат Нидерландов
Soudal Classics
1-я на Waaslandcross
1-я на Zilvermeercross
 Чемпионат Европы
1-я на Суперпрестиж
2-я на Рюддерворте
DVV Trophy
2-я на Azencross
 Чемпионат мира
3-я на Vlaamse Druivencross
2018–2019
 Чемпионат Нидерландов
1-я на Кубок мира по велокроссу UCI
1-я на Таборе
1-я на Citadelcross
1-я на Хогерхейде
2-я на Хёсден-Золдере
1-я на DVV Trophy
1-я на Azencross
2-я на Scheldecross
1-я на Brico Cross
1-я на Silvestercyclocross
2-я на Grand Prix Rouwmoer
1-я на Vlaamse Druivencross
 Чемпионат мира
3-я на Вурдене
2019–2020
Кубок мира по велокроссу UCI
1-я на Citadelcross
1-я на Хёсден-Золдере
1-я на Хогерхейде
2-я на Duinencross
DVV Trophy
1-я на Urban Cross
2-я на Гран-при Свен Нис
1-я на Jaarmarktcross
2-я на Vlaamse Druivencross
 Чемпионат мира
3-я на Чемпионат Нидерландов
2020–2021
 Чемпионат мира
1-я на Кубка мира по велокроссу UCI
1-я на Таборе
1-я на Citadelcross
1-я на Дендермонде
2-я на Vestingcross
2-я на Vlaamse Druivencross
1-я на Суперпрестиж
1-я на Jaarmarktcross
1-я на Vlaamse Aardbeiencross
1-я на Боме
1-я на Гавере
1-я на Хёсден-Золдере
3-я на Gieten
3-я на Рюддерворте
3-я на Noordzeecross
1-я на X²O Badkamers Trophy
1-я на Urban Cross
2-я на Koppenbergcross
2-я на Scheldecross
2-я на Херенталсе
2-я на Гран-при Свен Нис
2-я на Krawatencross
1-я на Ethias Cross
1-я на Polderscross
3-я на Rapencross
3-я на Лёвене
3-я на Экло
1-я на Zilvermeercross
 Чемпионат Европы
2021–2022
 Чемпионат Европы
1-я на Кубок мира по велокроссу UCI
1-я на Фейетвилле
1-я на Таборе
1-я на Безансоне
1-я на Citadelcross
1-я на Дендермонде
1-я на Vestingcross
2-я на Ватерлоо
2-я на Зонховене
2-я на Рюкфене
2-я на Хогерхейде
3-я на Vlaamse Druivencross
3-я на Duinencross
1-я на Суперпрестиж
1-я на Гитен
1-я на Jaarmarktcross
1-я на Vlaamse Aardbeiencross
1-я на Боме
1-я на Хёсден-Золдере
1-я на Гавере
1-я на X²O Badkamers Trophy
1-я на Urban Cross
1-я на Azencross
1-я на Гран-при Свен Нис
1-я на Херенталсе
1-я на Flandriencross
1-я на Krawatencross
2-я на Брюсселе
1-я на Waaslandcross
 Чемпионат мира
2-я на Чемпионат Нидерландов

## Рейтинги
| Год                 | 2009  | 2010  | 2011 | 2012 | 2013 | 2014 | 2015 | 2016 | 2017 | 2018 | 2019 | 2020  | 2021 | 2022 | 2023  | 2024 |
| ------------------- | ----- | ----- | ---- | ---- | ---- | ---- | ---- | ---- | ---- | ---- | ---- | ----- | ---- | ---- | ----- | ---- |
| Мировой рейтинг UCI | 168-й | 104-й | 47-й | 44-й | 26-й | 30-й | 10-й | 20-й | 22-й | 20-й | 12-й | 616-й | 29-й | 36-й | 102-й | 71-й |
| Мировой кубок UCI   | 62-й  | 25-й  | 21-й | 16-й | 11-й | 13-й | 5-й  |      |      |      |      |       |      |      |       |      |
| Мировой тур UCI     |       |       |      |      |      |      |      | 24-й | 23-й | 15-й | 8-й  | -     | 56-й | 39-й | 104-й | 87-й |
|                     |       |       |      |      |      |      |      |      |      |      |      |       |      |      |       |      |
| Источник: UCI       |       |       |      |      |      |      |      |      |      |      |      |       |      |      |       |      |